# 吉林市广播都市110
吉林市广播都市110，前身是吉林市信息广播，是吉林市经济广播电台的一个频道，于2003年6月22日开播。内容以公益和资讯节目为主，广播范围为吉林市全部，全天24小时播音。

## 主要节目
- 都市早报
- 松江潮声
- 声音热线
- 咱爹咱妈
- 声音
- 说法时间
- 大东北经济联播
- 沸腾正当午
- 的士之声 欢动全城
- 向钱进
- 端蔚咖啡屋
- 女人悄悄话
- 草根狂想
- 教子有方
- 兴隆客栈
- 好家好房
- 同在星空下
- 午夜星空

## 播出频率
吉林市
| 发射地 | 频率       |
| 昌邑区 | FM 90.3MHz |

- 本台曾使用1251kHz，现在已被吉林市江城音乐广播使用